# Měnová krize
Měnová krize či krize platební bilance je náhlá devalvace měny, jež často končí spekulativním útokem na devizovém trhu. Měnová krize může být zapříčiněna dlouhodobým deficitem platební bilance nebo nedůvěrou trhu ve schopnost vlády krýt svou vlastní měnu. Měnové krize většinou postihují režimy fixního měnového kurzu, spíše než režimy volně pohyblivého kurzu (floating).
Měnová krize je typem finanční krize, která je často spojena s reálnou ekonomickou krizí. Měnové krize mohou být zvláště destruktivní pro malé otevřené ekonomiky (nebo velké, avšak nestabilní). Vlády se v takových případech snaží odrazit útoky tím, že uspokojují převis poptávky po dané měně pomocí vlastních měnových rezerv, nebo svých devizových rezerv (většinou USD, EUR nebo GBP). Měnové krize mají velké a nákladné dopady na ekonomiku, avšak schopnost předvídat jejich načasování a rozsah je omezena teoretickým pochopením komplexních interakcí mezi makroekonomickými fundamenty, očekáváním investorů a vládní politikou.
Recese připisované měnovým krizím zahrnují následující případy: Hospodářská krize v Mexiku (1994), Asijská finanční krize (1997), Ruská měnová krize (1998), Argentinská krize (1999–2002).